# Azuara (kommun)
Azuara är en kommun i Spanien.   Den ligger i provinsen Provincia de Zaragoza och regionen Aragonien, i den nordöstra delen av landet, 250 km öster om huvudstaden Madrid. Antalet invånare är 680.